# Kryptops
Kryptops ("krytá tvář") je dávno vyhynulým abelisauridním teropodním dinosaurem. Měřil asi 6 až 7 metrů na délku a žil v období rané křídy na území dnešního Nigeru. Původně byl pokládán za jednoho z nejranějších zástupců kladu Abelisauridae. Nové výzkumy však ukázaly, že část materiálu, který byl k němu připisován a v souvislosti s nímž byl pokládán za raného abelisaurida, ve skutečnosti pravděpodobně patří taxonu Eocarcharia. Jediný dnes známý druh K. palaios byl popsán v roce 2008 paleontology Paulem Serenem a Stephenem Brusattem.

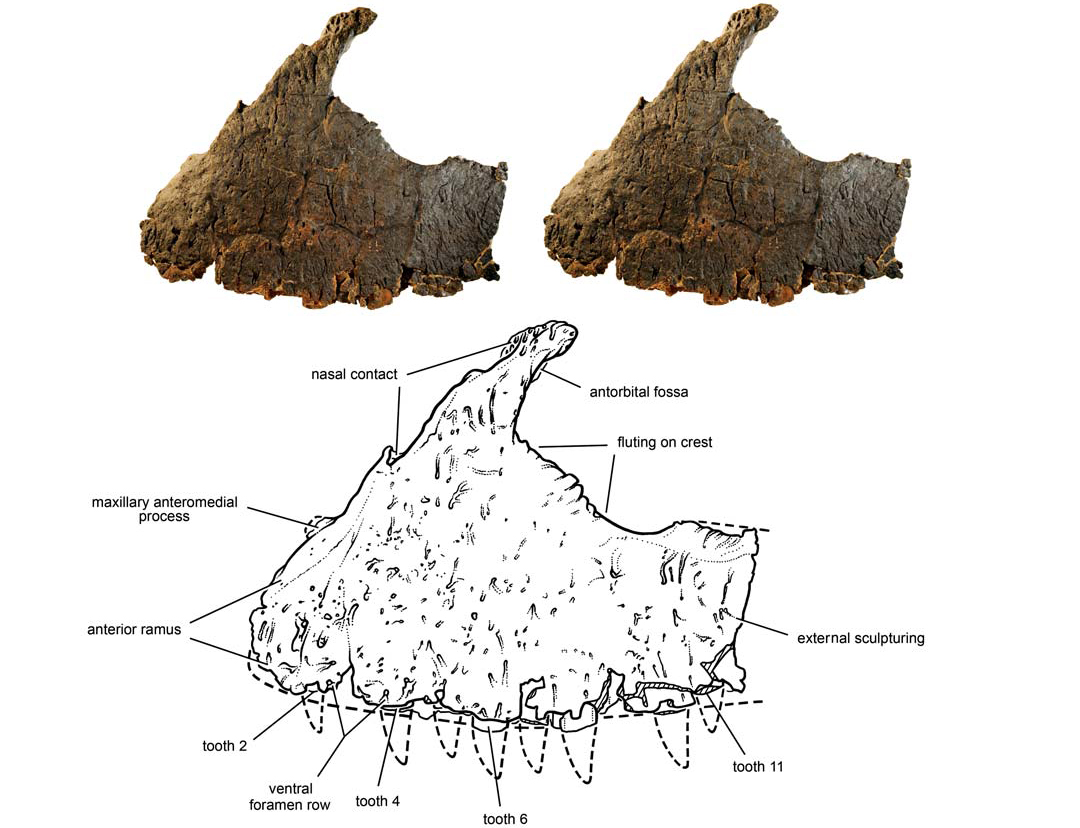
Kryptops - část horní čelisti